# 岡崎市総合学習センター

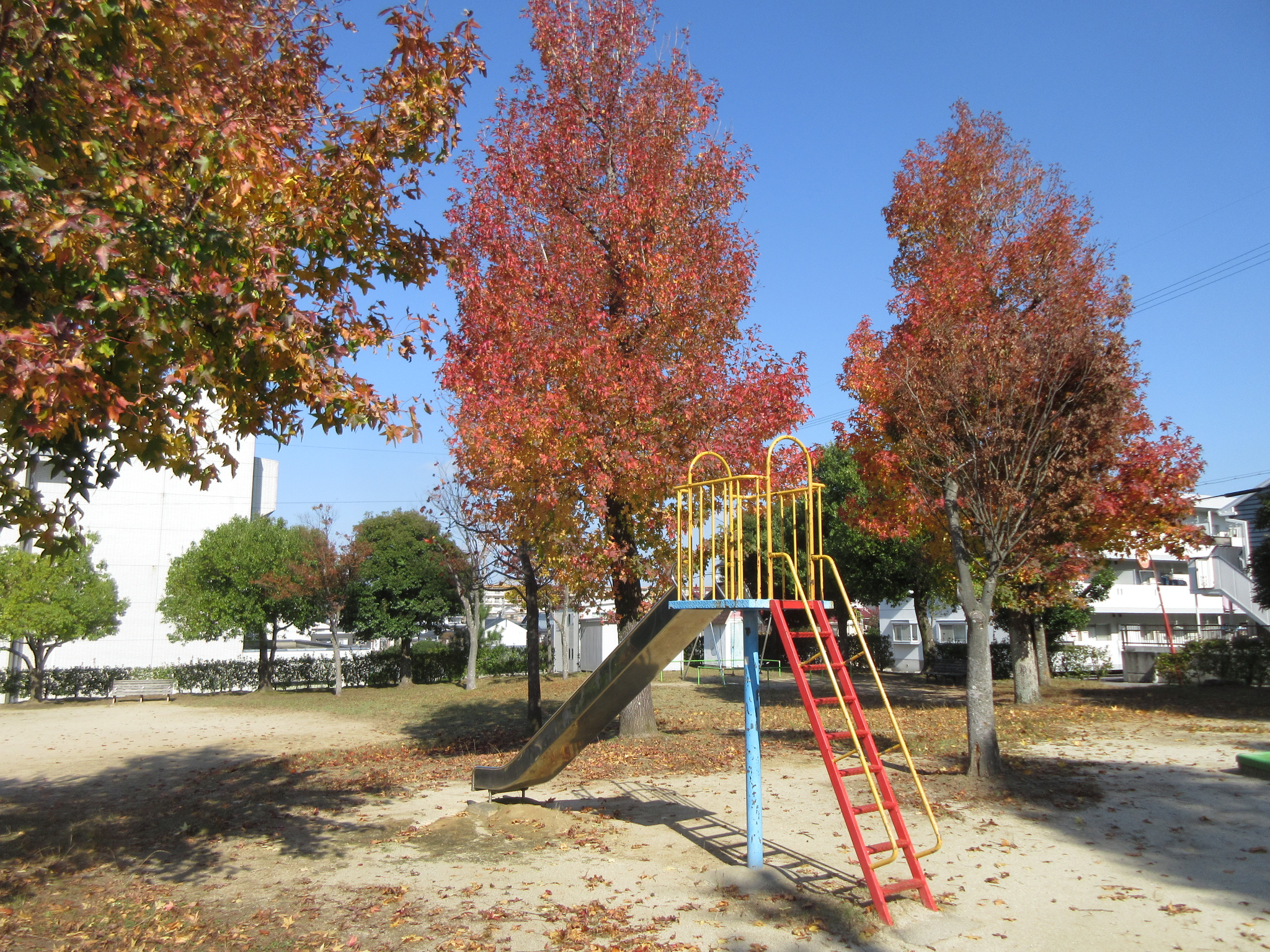
隣接する矢崎公園

岡崎市総合学習センター（おかざきしそうごうがくしゅうセンター）は岡崎市上地にある総合学習施設。

## 概要
1983年（昭和58年）1月4日、「愛知県岡崎勤労福祉会館」としてオープンした。管理運営は愛知県から委託を受けた財団法人愛知県労働協会が行っていた。
2005年（平成17年）、愛知県は「県内にある11件全ての勤労会館を順次廃止する」という計画を発表。この計画の下、2010年（平成22年）3月末で閉館。岡崎市は建物を無償で譲り受け、同年8月から約1億9000万円を投じて改修工事を行った。
2011年（平成23年）8月2日、「岡崎市総合学習センター」の名称でリニューアルオープンした。
2015年（平成27年）9月、不登校の小中学生の支援施設「ハートピア岡崎」（竜美北）の分室である「ハートピア上地」を1階に設置した。これに伴い、竜美北の施設は「ハートピア竜美」、上地の施設は「ハートピア上地」と呼ばれることになった。
2019年（令和元年）9月から段階的に施設を休館しながら改修工事が進められた。整備費は約7億円。 
2021年（令和3年）4月1日、リニューアルオープン。老朽化していた大ホールは解体して、多目的ホールに建て替えられた。多目的ホールは床面積408平方メートル、天井高6メートルに、間口10メートル、高さ4メートル、奥行き6メートルのステージを設置。固定した座席はなく、ステージ向かいの壁面に移動式観覧席（216席）が格納。椅子などを並べて最大で410人まで収容できる。

## 施設
2019年（令和元年）9月現在
| 区分           | 階数   | 備考 |
| -------------- | ------ | --- |
| 大ホール       |        | 定員796人 |
| 小ホール       | 2階    | 定員120人（椅子のみの場合は200人） |
| 体育館         |        | バスケットボール1面、バレーボール1面、ソフトテニス1面、バドミントン3面、卓球6面                                                                 |
| 教育研究所     | 2・3階 | 岡崎市内の教職員のための研究機関 |
| ハートピア上地 | 1階    | 岡崎市教育相談センター（竜美北）の分館。岡崎市教育委員会が直轄する適応指導教室。 不登校の小中学生が再び登校することを目的に、支援と指導を行う。 |

## 交通アクセス
- JR東海道本線 / 愛知環状鉄道・愛知環状鉄道線 岡崎駅より徒歩で約30分。
- 岡崎インターチェンジより約15分。
- 駐車場（約250台無料）